# 飯田エリ子
飯田 エリ子（いいだ えりこ、1961年1月18日 - ）は、元オウム真理教幹部。神奈川県横浜市出身。血液型はO型。ホーリーネームは始めラクシュミー、後にサクラー。同宗教法人の責任役員であった。
教団内のステージは正悟師で、省庁制が採用された後は東日本の信者を統括する東信徒庁長官だった。最古参のメンバーでもあり、まだ家庭的で和気藹々としたヨガサークル「オウム神仙の会」を石井久子、山本まゆみとともに作っていた主要人物だった。

## 来歴
文化女子大学附属杉並高等学校を経て、文化女子大学短期大学部生活造形学科を卒業し、デパート店員を経て、日産火災海上保険に入社。病弱で体重は38キロほどまで痩せたこともあり、1984年、健康のために麻原彰晃のヨーガ教室鳳凰慶林館に通い始め、会社の同僚であった石井久子を誘いそのままオウム神仙の会に入会。その後、保険会社を退社して出家した。管理番号00033。
同教団幹部の岡﨑一明と恋愛関係にあった。1990年の第39回衆議院議員総選挙には真理党から東京都第11区から立候補したが落選した。
1ヶ月に2億を集めたともいわれ、布施を集める才能はオウム真理教信者中No.1であった。

## 事件への関与と裁判
1990年、ボツリヌス菌の培養に関与した。（立件はなし）
1995年の目黒公証人役場事務長拉致監禁致死事件では逮捕監禁致死罪に問われ同年5月29日に逮捕、起訴された。
裁判では井上嘉浩が飯田も拉致事件に関与していたと主張1996年10月26日の第一審では懲役7年、1998年9月10日の控訴審では懲役6年6ヶ月の判決が下された。上告をせず刑が確定し、2002年8月25日に刑期満了で出所した。一審後にノイローゼ、聴覚過敏の症状が発生、服役中の2002年3月には脳内出血で倒れ、二度の手術により車椅子に乗れるほどに回復したが、記憶に深刻な障害を負っているという。

## 人物評
- 「ふだんはすごく優しいし、困ったことがあると親身になって相談に乗ってくれました」－元女性信者[9]
- 「飯田さんとはよく話をしましたよ。とにかく女性幹部のなかではいちばん俗っぽいというか、人間くさい人でした。庶民派というのかな。石井さんみたいに天才肌じゃないところが親しみやすくて、男性信者の人気者でした」－元信者の男性[9]
- 「一般信者からの信望が厚い」「教義をただ振り回すだけでなく、人間味あふれる人柄で信者の心を掴んでもいた」[10]
- 「とてもいい感じ」「印象がよく、話も納得がいくもの」「信用できる」－元信者[11]
- 「なんともいえず魅力的な感じのいい女性で、こんな人がオウムならオウムも悪くないと思うほど」－元信者の母親[11]

## 関連事件
- 目黒公証人役場事務長拉致監禁致死事件（逮捕監禁致死罪）
- 鹿島とも子長女監禁事件
- オウム真理教
- オウム真理教事件